# Ján Čado
Ján Čado (* 7. květen 1963, Trstená) je bývalý československý atlet slovenské národnosti, reprezentant v trojskoku.
Jeho největším mezinárodním úspěchem je stříbrná medaile, kterou vybojoval výkonem 17,23 metru na halovém ME v roce 1985 v Pireu. Na stupních vítězů ho doplnili bronzový Volker Mai z NDR a Bulhar Christo Markov, který se stal halovým mistrem Evropy díky výkonu 17,29 m. V témže roce se konaly první a zároveň také poslední světové halové hry v atletice (předchůdce halového MS) v Paříži, kde obsadil 9. místo ve skoku dalekém a 5. místo v trojskoku. Po halovém mistrovství světa v Indianapolisu v roce 1987 se ze Spojených států domů nevrátil.
Hned čtyřikrát skončil na halovém ME těsně pod stupni vítězů, na 4. místě. Takto se umístil na halovém ME 1983 v Budapešti, halovém ME 1984 v Göteborgu, halovém ME 1986 v Madridu a halovém ME 1987 v Liévinu.
V srpnu 1983 reprezentoval na prvním ročníku MS v atletice v Helsinkách, kde ve finále skončil na 6. místě (17,06 m). Na Mistrovství světa v atletice 1991 v Tokiu neprošel přes kvalifikaci.

## Osobní rekordy
- hala – 17,23 m – 2. březen 1985, Pireus
- venku – 17,34 m – 26. květen 1984, Bratislava